# Epistemologia da Wikipédia
O desenvolvimento da Wikipedia implicou a emergência de um sistema de produção de conhecimento mutualmente reconhecido e em constante alteração, provocando um interesse epistemológico por parte dos próprios editores ou de observadores, focado principalmente na análise, crítica e refinamento de metodologias para a gestão de, entre outras coisas, mas não somente, aspectos como - a cooperação entre editores; a produção de conhecimento; a verificabilidade, precisão, e abrangência; a avaliação de vieses políticos e sociais; a estrutura institucional da enciclopédia; a história do enciclopedismo; e a liberdade do conhecimento. Muitas publicações acadêmicas e não-acadêmicas tem tematizado essa epistemologia da Wikipedia, buscando criticar, descrever ou contribuir para a alteração de consensos na comunidade de editores ou estruturas de gestão do site.

## Confiabilidade
Muitas críticas epistemológicas relativas à confiabilidade da enciclopédia foram feitas desde seu início e difusão, voltadas, entre outras coisas, ao modo de produção colaborativa da Wikipedia. Seu modelo de anonimato e colaboração em massa já foi tachado de anti-intelectualista por não diferenciar os editores por credenciais, obrigando especialistas à justificar suas edições para sujeitos não-especializados, algo citado como desmotivante por muitos, que preferem consequentemente publicar academicamente, dado a garantia da autoria e do reconhecimento. Além disso, existiram diversos episódios em que desinformações nas páginas da Wikipedia causaram controvérsias públicas. Esses atos de desinformações ocorreram tanto por motivações políticas e publicitarias, quanto por brincadeiras ou vandalismos sem propósito. Períodos de acentuado crescimento no uso da enciclopédia, como o ano de 2007, provocaram também ondas de críticas, frequentemente por parte de acadêmicos e intelectuais. Nesse ano, o ex-presidente da American Library Association, Michael Gorman, publicou um texto exemplar das críticas à wikipédia articuladas na época. Gorman criticou principalmente o modelo de colaboração em massa, e buscou

provocar seus leitores à questionar duas facetas específicas da construção da enciclopédia: "primeiro que um trabalho de autoridade pode ser resultado da agregação das opiniões de 'especialistas' anônimos auto-selecionados com ou sem credenciais e, segundo, que a sabedoria coletiva do enxame cibernético irá corrigir erros e garantir a autoridade."
As críticas de Gorman foram descritas como mal-informadas, dado a abundância de políticas buscando garantir a verificabilidade e a qualidade das fontes usadas na construção de verbetes, ao invés do 'agregado de opiniões' denunciado por ele. Apesar desse período inicial de ceticismo e críticas, a Wikipedia acumulou, ao longo dos anos, uma reputação positivamente diferente, elogiada por seu papel no combate à desinformação e pela difusão do conhecimento e da leitura, sendo até mesmo comparada em termos de precisão à enciclopédias tradicionais.

### Informação problemática
A chamada crise da informação problemática que veio à tona no período recente, denominando um "conjunto de circunstâncias em que a ecologia midiática falha em abordar os desafios relativos à autenticidade, manipulações retóricas, e a inabilidade das instituições educacionais em ensinar adequadamente uma capacidade de leitura crítica da mídia", revela um novo lugar ocupado pela Wikipedia enquanto uma recurso informacional central na internet, promovendo saberes reconhecidos como essenciais durante a pandemia de COVID-19.
Pesquisadores tem descrito a combinação, ou arranjo ético, de atores sociais, políticas e algoritimos, usada pela Wikipedia para garantir a credibilidade das informações. Inclui-se nisso as políticas de imparcialidade e verificabilidade, os usos dessas políticas nos processos da enciclopédia, e os agentes humanos e não-humanos que participam e moldam esse processo. Cada aspecto desse arranjo é importante de se considerar, porém estes ocorrem sempre em interação e nunca sozinhos, portanto sua interdependência é essencial na análise.

## Representação da realidade
Enquanto a enciclopédia mais relevante da contemporaneidade, e um dos sites mais acessados do mundo, a Wikipedia molda consideravelmente o conhecimento do público e a realidade epistemológica. Sua constituição enquanto enciclopédia, com misturas de outros gêneros, implica também orientações epistemológicas relativas à possibilidade e forma de integrar um acervo total do conhecimento, inclusive a amplitude e critérios desse acervo. Nas palavras de Mark Graham:
a maneira como lugares são representados e tornados visíveis (ou invisíveis) na Wikipedia tem uma consequência potencialmente imensa na maneira como as pessoas interagem com esses lugares cultural, economica, e politicamente
Em um sentido geral, esses lugares, sejam conceitos, pessoas ou eventos, são moldados por práticas inclusionárias ou exclusionárias de representação nessa que é uma "de factoreferência global e dinâmica". A Wikipedia funcionaria, segundo essa análise, como uma demarcação das fronteiras do conhecível, e também uma determinação nos modos em que esse conhecimento é transmitido.

### Hegemonia
Por sua difusão massiva e legitimidade social, a Wikipedia tem sido descrita como parte de uma hegemonia cultural, cuja formatação e controle das informações influênciam processos gerais da sociedade. Essa hegemonia é apontada na maneira como a Wikipedia amplifica e reforça a hegemonia cultural anglo-americana, centro informal de fluxo e organização da enciclopédia para as outras versões.

## Hierarquias
Apesar da intenção declarada de ser uma enciclopédia de participação aberta, a Wikipedia emprega uma série de diferenças de permissão em contextos específicos, sejam em tarefas, como a eliminação, ou em verbetes com intensa movimentação de edições e possíveis desinformações. Essas restrições dizem respeito tanto à usuários (a Wikipedia possui seis níveis de acesso de usuários, sendo quatro autonomaticamente conferidos pelo tempo e quantidade de informações, e dois pelo consenso da comunidade) quanto aos verbetes em específico. Essas diferenças são declaradas e explicadas numa diversidade de páginas sobre a política e guias de edição, desenvolvidos pela comunidade ao longo do tempo.